# Radiella straticulata
Radiella straticulata är en svampdjursart som först beskrevs av Wilson 1925.  Radiella straticulata ingår i släktet Radiella och familjen Polymastiidae.
Artens utbredningsområde är Filippinerna. Inga underarter finns listade i Catalogue of Life.